# هلیوسفر

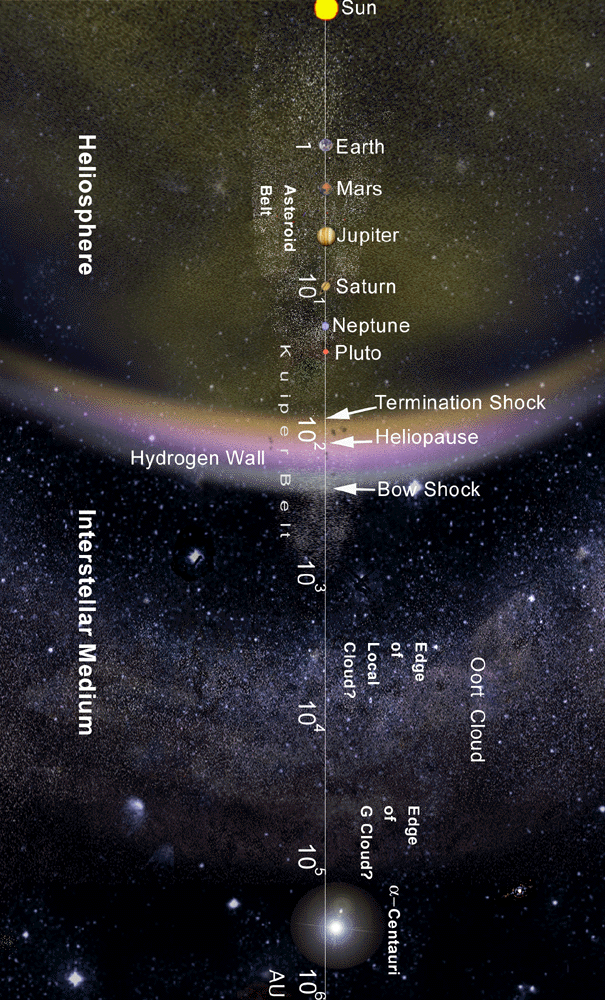
هورسپهر با مقیاس لگاریتمی

هورسپهر، خورسپهر یا هلیوسفر (به انگلیسی: Heliosphere) پهنه‌ای است حباب مانند که بادهای خورشیدی را دربرگرفته است. هورسپهر دربرگیرنده همه منظومهٔ شمسی و میدان مغناطیسی خورشیدی است که کیلومترها دورتر از مدار پلوتو را در بر می‌گیرد. پلاسمایی که از خورشید به بیرون دمیده می‌شود (طوفان‌های خورشیدی) این حباب را در مقابل فشار گازهای فضای میان ستاره‌ای، هیدروژن و هلیوم مولکولی که در کهکشان راه‌شیری پخش هستند، ایجاد و حفظ می‌کند. جریان باد خورشیدی از خورشید آغاز می‌شود و تا منطقهٔ ضربهٔ خروجی (به انگلیسی: Termination Shock) با سرعت پیش می‌رود تا اینکه با رسیدن به این منطقه به صورت ناگهانی از سرعت آن کاسته شود. منطقه‌ای که بعد از ضربهٔ خروجی واقع شده‌است به نام پوش خورشیدی (به انگلیسی: Heliosheath) شناخته می‌شود. پوش خورشیدی منطقه‌ای میانی است که مرز بیرونی آن، مرز هلیوسفر محسوب می‌شود. به مرز هلیوسفر منطقهٔ توقف خورشیدی یا خورمرز (به انگلیسی: Heliopause) نیز گفته می‌شود. شکل کلی حباب هلیوسفر با توجه به فشار و چگالی گازهایی که منظومهٔ شمسی از داخل آن عبور می‌کند و همچنین به خورشید تغییر می‌کند و به شکل یک کرهٔ دقیق و کامل نیست. کمبود داده و بکر و کاوش نشده بودن این مناطق باعث به وجود آمدن نظریه‌های زیادی برای مدل‌سازی این نواحی شده‌است.
در شهریورماه ۱۳۹۱ (سپتامبر ۲۰۱۲) ناسا اعلام کرد که سفینهٔ وویجر ۱ در تاریخ ۴ شهریور (۲۵ آگوست) از مرز هلیوسفر خارج شده‌است. این ادعا بر اساس ۴۰ برابر شدن ناگهانی چگالی پلاسما در فضای اطراف سفینه مطرح شده‌است. با توجه به این که منطقهٔ توقف خورشیدی مرز منظومهٔ شمسی با جهان اطراف است، سفینه‌هایی که از این مرز خارج شده‌اند (مانند وویجر ۱)، طبق تعریف وارد فضای میان ستاره‌ای شده‌اند. در تاریخ ۱۰ دسامبر ۲۰۱۸ هم سفینه فضایی وویجر ۲ از این مرز عبور کرد.